# Grigori Zinoviev
Grigori Evseevici Zinoviev (Григо́рий Евсе́евич Зино́вьев, numele real Ovsel Gershon Aronov Radomâsliski (Радомысльский), cunoscut și ca Hirsch Apfelbaum, n. 23 septembrie 1883 (S.V. 11 septembrie) - d. 25 august 1936) a fost un revoluționar bolșevic și un politician comunist sovietic, de origine evreiască.
Zinoviev a fost membru al facțiunii bolșevice de la crearea sa în 1903 și unul din cei mai apropiați colaboratori ai lui Lenin. El s-a reîntors în Rusia în 1917 într-un tren sigilat împreună cu Lenin, dar a pierdut mai târziu încrederea liderului datorită opoziției la acapararea puterii în octombrie de către bolșevici. Când a venit vremea acțiunii, Zinoviev s-a distanțat de lovitura de stat propusă de revoluționari pe 10 octombrie 1917. Zinoviev  și Kamenev au fost  singurii doi membri ai Comitetului Central care au votat împotriva propunerii lui Lenin de a pune în scenă lovitura armată care urma să aducă puterea bolșevicilor.
Zinoviev n-a luat în nici un fel parte la acțiunile Revoluției din Octombrie și Lenin nu a uitat lașitatea lui. Oricum, Zinoviev s-a întors repede în rândurile fidelilor lui Lenin și a devenit membru al puternicului Politburo (din 1919) și conducătorul Cominternului.
El a fost unul dintre cele mai puternice personalități din URSS după moartea lui Lenin din 1924. La început, el și prietenul său apropiat, Lev Borisovici Kamenev, au format un triumvirat în Partidul Comunist alături de Stalin și a jucat un rol cheie în acțiunea de marginalizare a Lev Troțki. Stalin, după ce și-a consolidat influența în partid și în guvern, de îndată ce Troțki a fost îngenunchiat, a început să-l îndepărteze pe Zinoviev.
Zinoviev și Kamenev au fost victime ale Marii Epurări staliniste, fiind arestați alături de alți lideri comuniști în 1935 și inculpați pentru implicarea în asasinarea lui Serghei Kirov, o crimă comandată se pare chiar de Stalin. Fiind găsit vinovat, Zinoviev a fost condamnat la 10 ani de închisoare. Anul următor el a fost învinuit că ar fi format un grup terorist însărcinat cu asasinarea lui Stalin și altor lideri ai guvernului. El și Kamenev au fost găsiți vinovați și au fost executați pe 25 august 1936.
Zinoviev este ținut minte în Marea Britanie ca fiind presupusul autor al 'Scrisorii lui Zinoviev' care a făcut senzație când a fost publicată pe 25 octombrie 1924, cu patru zile înaintea alegerilor generale. Scrisoarea făcea apel la comuniștii britanici să se pregătească pentru revoluție. Azi este acceptat de toată lumea că este vorba de un fals.